# Pawieł Charłampowicz
Pawieł Wasiljewicz Charłampowicz (biał. Павел Васільевіч Харламповіч, ur. 4 lutego 1884 w Rogaczach, zm. ?) – białoruski numizmatyk, profesor archeologii.

## Życiorys
Urodził się 4 lutego 1884 roku w miejscowości Rogacze w Imperium Rosyjskim (obecnie rejon bereski Białorusi). W latach 1920–1925 był członkiem Mińskiego Towarzystwa Historii i Starożytności. Od 2 połowy lat 20. pełnił funkcję dyrektora Białoruskiego Muzeum Państwowego i należał do sekcji historyczno-archeologicznej i etnograficznej Instytutu Kultury Białoruskiej. Pracował także jako wykładowca w Białoruskim Uniwersytecie Państwowym. W 1929 roku został pozbawiony pracy i aresztowany przez władze radzieckie. W 1931 roku zesłany na północ ZSRR. Dalsze jego losy nie są znane.

## Publikacje
- Sprawazdacza Biełaruskaha dziarżaunaha muzeja (Aświeta, 1925, Nr 3);
- Praskija hroszy u biełaruskich manetnych skarbach (Hist.-arch. zbornik. Nr 1, Mińsk, 1927);
- Manetnyja skarby, znojdzienyja u Biełarusi, u zborach Biełaruskaha dziarżaunaga muzeja (Hist.-arch. zbornik. Nr 1, Mińsk, 1927);
- Piacihodździe Biełaruskaha dziarżaunaha muzeja (Nasz kraj, 1927, Nr 1)[3].